# Парциальные агонисты 5-HT1A-рецепторов
Парциальные агонисты — это агонисты, проявляющие меньшую способность к стимуляции рецептора, чем полные агонисты.
Парциальными агонистами 5-HT1A серотонинового рецептора являются многие вещества и лекарства, в том числе ряд антидепрессантов, небензодиазепиновых анксиолитиков, типичных и атипичных антипсихотиков, а также некоторые галлюциногены и эмпатогены, некоторые антимигренозные, антипаркинсонические, гипотензивные препараты.

## Антидепрессанты
- Тразодон
- Нефазодон
- Вилазодон
- Вортиоксетин

## Небензодиазепиновые анксиолитики
- Биноспирон
- Буспирон
- Гепирон
- Залоспирон
- Каннабидиол
- Ипсапирон
- Пероспирон
- Тандоспирон
- Тиоспирон

## Атипичные антипсихотики
- Арипипразол
- Азенапин
- Зипрасидон
- Кветиапин
- Клозапин
- Луразидон
- Оланзапин

## Типичные антипсихотики
- Галоперидол

## Гипотензивные препараты
- Урапидил
- Раувольсцин

## Антимигренозные препараты
- Эрготамин
- Дигидроэрготамин

## Галлюциногены
- ЛСД
- Псилоцин
- Псилоцибин

## Эмпатогены
- МДМА

## Дофаминергические антипаркинсонические препараты
- Лизурид

## Препараты, улучшающие либидо и сексуальную функцию
- Йохимбин

## Разные и исследовательские препараты
- 5-карбоксамидотриптамин (5-CT)
- 5-метокситриптамин (5-MT)
- 5-MeO-DMT
- Адатансерин
- Флибансерин
- Альфа-этилтриптамин (αET)
- Альфа-метилтриптамин (αMT)
- Bay R 1531
- Бефирадол
- Буфотенин
- Элтопразин
- Этоперидон
- F-11,461
- F-12,826
- F-13,714
- F-14,679
- Флезиноксан
- Гинкго Билоба[1]
- LY-301,317
- Эбалзотан
- Налузотан
- Пиклозотан
- Саризотан
- NBUMP
- RU-24,969
- S-15,535
- SSR-181,507
- Сунепитрон
- Трифторметилфенилпиперазин
- Ксалипроден